# Sophia Williams-De Bruyn
Sophia Williams-De Bruyn (Port Elizabeth, 1938) è una politica e sindacalista sudafricana.
È stata un'attivista politica contro il regime dell'apartheid. Ha fatto parte dell'assemblea legislativa della provincia di Gauteng e del Parlamento del Sudafrica.
De Bruyn entrò in politica nel sindacato dei lavoratori tessili di Port Elizabeth, di cui divenne membro esecutivo. In seguito fu cofondatrice del South African Congress of Trade Union (SACTU), un'organizzazione sindacale vicina all'African National Congress. Quando il SACTU si sciolse a causa delle pressioni del governo sudafricano, lei e altri membri fondatori andarono in esilio e, operando dall'estero, contribuirono a far nascere il grande sindacato (e poi partito politico) sudafricano Congress of South African Trade Unions (COSATU).
De Bruyn fu fra le organizzatrici della marcia delle donne, una protesta anti-apartheid che si svolse a Pretoria il 9 agosto 1956 e riunì circa ventimila donne sudafricane.

## Collegamenti
- Profilo per il premio South African Women for Women (SAWW), su interlog.com.
- South African History Online Profile, su sahistory.org.za. URL consultato l'8 marzo 2007 (archiviato dall'url originale l'11 marzo 2007).